# Tomocyrba
Tomocyrba este un gen de păianjeni din familia Salticidae.
Cladograma conform Catalogue of Life:
| Tomocyrba | \| \| Tomocyrba barbata \| \| \| \| \| \| Tomocyrba berniae \| \| \| \| \| \| Tomocyrba decollata \| \| \| \| \| \| Tomocyrba griswoldi \| \| \| \| \| \| Tomocyrba thaleri \| \| \| \| \| \| Tomocyrba ubicki \| \| \| \| |
|           | \| \| Tomocyrba barbata \| \| \| \| \| \| Tomocyrba berniae \| \| \| \| \| \| Tomocyrba decollata \| \| \| \| \| \| Tomocyrba griswoldi \| \| \| \| \| \| Tomocyrba thaleri \| \| \| \| \| \| Tomocyrba ubicki \| \| \| \| |
|           | Tomocyrba barbata |
|           | |
|           | Tomocyrba berniae |
|           | |
|           | Tomocyrba decollata |
|           | |
|           | Tomocyrba griswoldi |
|           | |
|           | Tomocyrba thaleri |
|           | |
|           | Tomocyrba ubicki |
|           | |